# Radu Constantin Miron
Radu Constantin Miron (geb. 1956 in Bonn) ist ein deutscher griechisch-orthodoxer Erzpriester. Von 2019 bis 2025 war er Vorsitzender der Arbeitsgemeinschaft Christlicher Kirchen in Deutschland.

## Leben

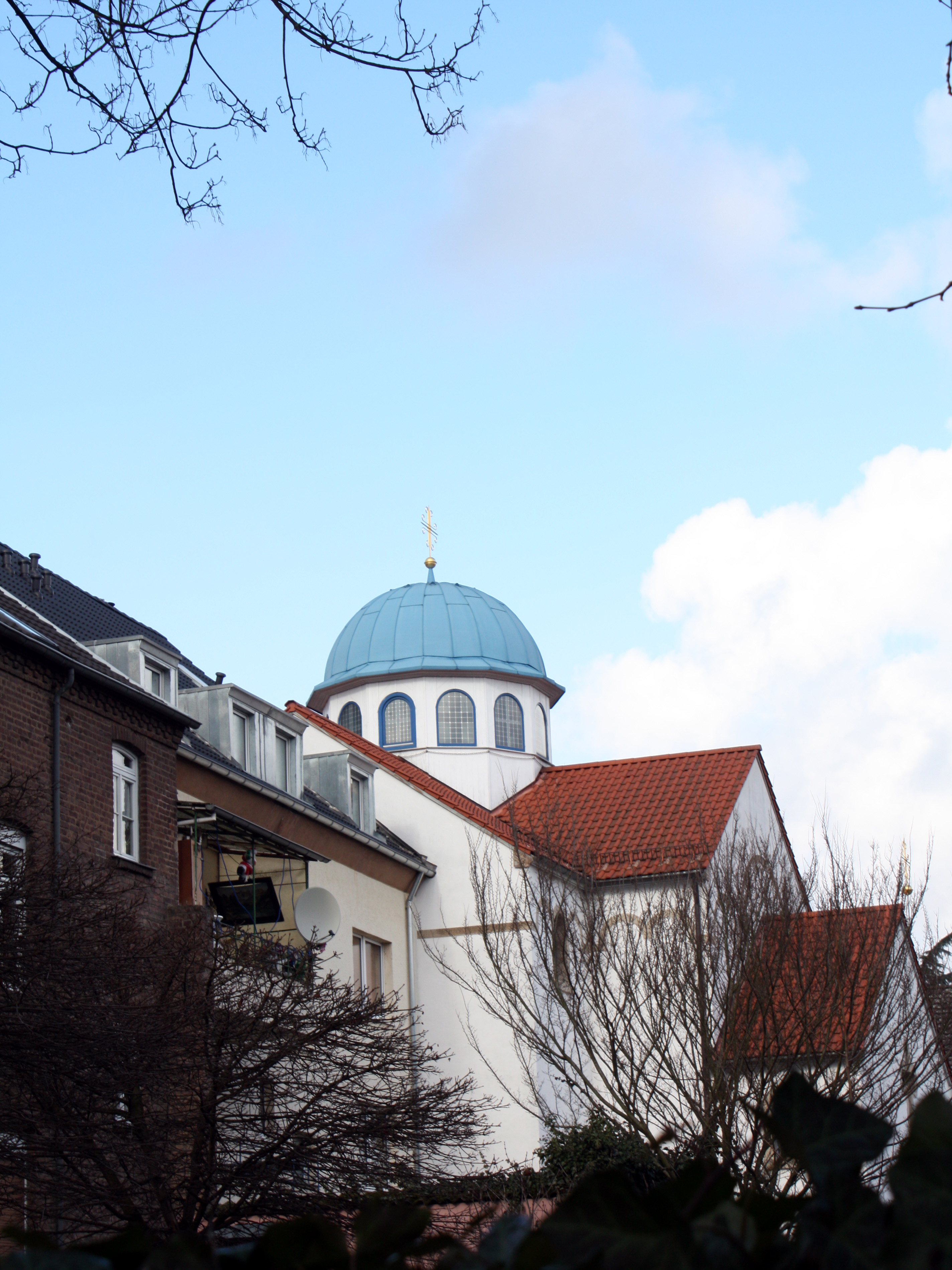
Die griechisch-orthodoxe Kirche „Heiliger Johannes der Täufer“ in Brühl

Miron ist Sohn eines rumänischen Vaters und einer russischen Mutter. Nach seinem Abitur in Freiburg im Breisgau studierte er ab 1974 orthodoxe Theologie in Thessaloniki und legte 1978 die Prüfungen zum diplomierten Theologen ab. Anschließend folgte ein Studium der Byzantinistik, der Romanistik und der Theologie in Bonn und Köln. Zusätzlich erwarb er 2010 in Thessaloniki den Master of Theology.
1983 bis 2016 war Miron Pfarrer der überregionalen griechisch-orthodoxen Kirchengemeinde „Heiliger Johannes der Täufer“ in Brühl, Wesseling und Euskirchen. Die Gottesdienste fanden in Brühl anfangs zeitweise in einem angemieteten ehemaligen Supermarkt statt, 2005 konnte eine neu erbaute Kirche in der innerstädtischen Brühler Wallstraße geweiht werden.
1985 wurde Miron von Metropolit Augoustinos Lambardakis zum Erzpriester der Metropolie von Deutschland ernannt, 2004 zum Erzpriester des Ökumenischen Patriarchats von Konstantinopel. 1998 bis 2003 war er zudem gleichzeitig Pfarrer der rumänischsprachigen Kirchengemeinde „Heiliger Nikolaus“ in Düsseldorf und Umgebung sowie der deutschsprachigen Kirchengemeinde „Heilige Apostelgleiche Nino“ im belgischen Eupen. 2016 bis 2022 war er Pfarrer der Kirchengemeinde „Entschlafen der Gottesmutter“ in Köln sowie Bischöflicher Vikar der Metropolie von Nordrhein-Westfalen.
Neben seinen Pfarrämtern ist Miron seit 1990 als Lehrer für Orthodoxe Religionslehre am Leibniz-Montessori-Gymnasium in Düsseldorf, seit 2000 als Gefängnisseelsorger an der Justizvollzugsanstalt Düsseldorf und seit 2009 als Lehrbeauftragter an der Universität Bonn für den Studiengang Master of Ecumenical Studies tätig. In der Stadt Brühl engagierte er sich ferner mehrere Jahre im Integrationsausschuss.

## Ökumene
Miron ist seit 1983 in der ökumenischen Bewegung engagiert und arbeitete langjährig in der Arbeitsgemeinschaft Christlicher Kirchen (ACK) in Köln und Umgebung mit. 1998 bis 2001 war er der erste orthodoxe Vorsitzende der Landesverbandes der ACK in Nordrhein-Westfalen. Er ist Ökumenereferent der Metropolie von Deutschland, Beauftragter für innerchristliche Zusammenarbeit der Orthodoxen Bischofskonferenz in Deutschland und war orthodoxes Mitglied im Präsidium des Ökumenischen Kirchentages 2010 sowie 2021.
2019 wurde Miron von den Delegierten der 17 Mitgliedskirchen zum Vorsitzender der ACK in Deutschland gewählt, wo er die Metropolie schon seit 1983 mit kurzen Unterbrechungen vertreten hatte, zuletzt als Vorstandsmitglied. Er übte dieses Amt bis 2025 aus, als der Anglikaner Christopher Easthill zu seinem Nachfolger gewählt wurde.
2021 fand auf Einladung Mirons und weiterer Kirchenvertreter eine ökumenische Trauerfeier im Aachener Dom statt, um der Opfer der Jahrhundertflutkatastrophe in Rheinland-Pfalz und Nordrhein-Westfalen zu gedenken.

## Privates
Miron ist verheiratet und Vater von fünf erwachsenen Kindern. Er lebt in Brühl.

## Auszeichnungen
- 2015: Ehrenring der Stadt Brühl